# Moszczenica (powiat Piotrkowski)

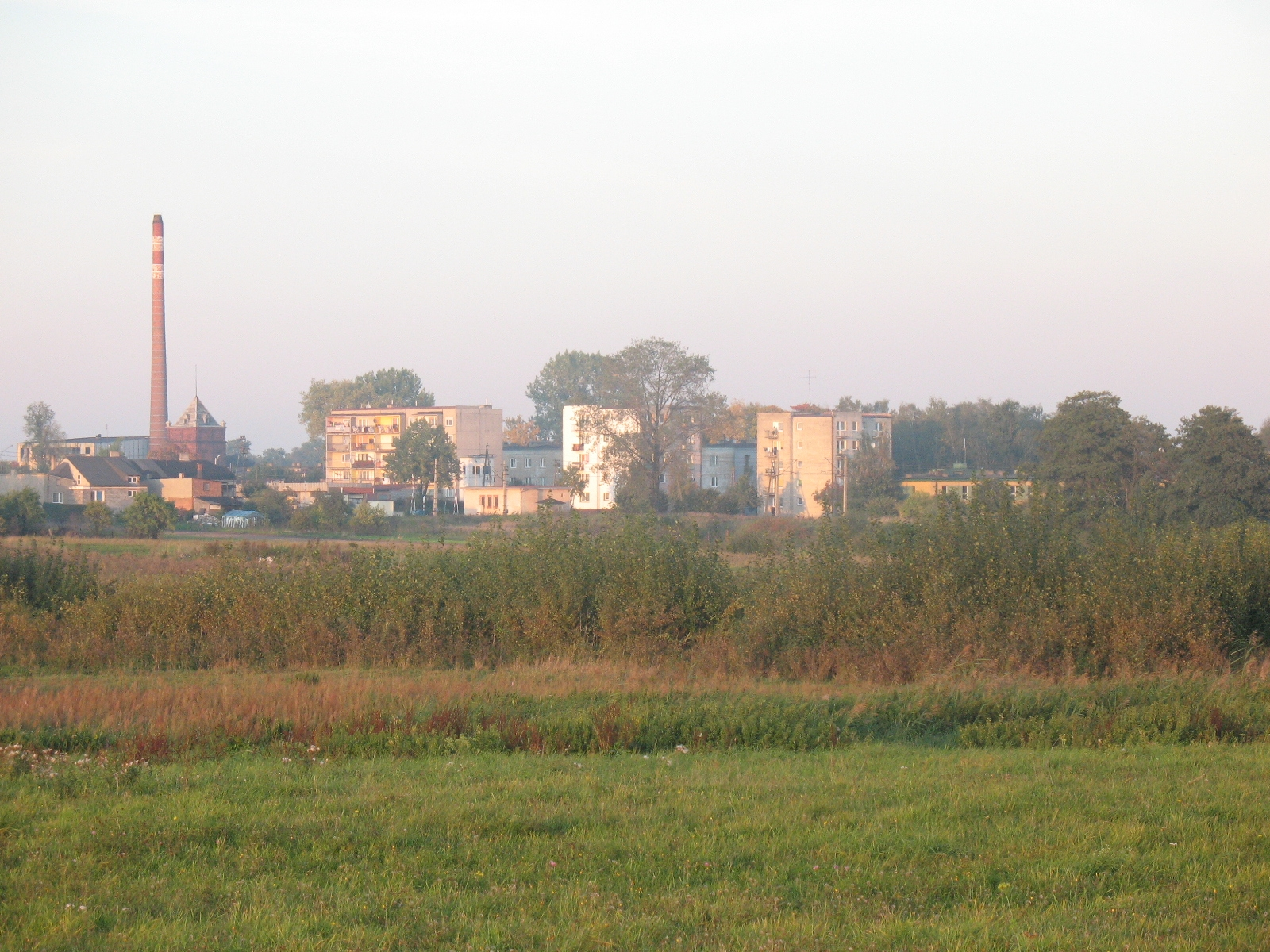
Moszczenica

Moszczenica is een dorp in het Poolse woiwodschap Łódź, in het district Piotrkowski. De plaats maakt deel uit van de gemeente Moszczenica en telt 2571 inwoners.